# Anéta
Az Anéta az Anetta alakváltozata.

## Rokon nevek
Anett, Anetta, Netta, Netti

## Gyakorisága
Az újszülötteknek adott nevek körében az 1990-es években szórványos volt. A 2000-es és a 2010-es években sem szerepelt a 100 leggyakrabban adott női név között.
A teljes népességre vonatkozóan az Anéta sem a 2000-es, sem a 2010-es években nem szerepelt a 100 leggyakrabban viselt női név között.